# Sania
 (janvier 2019).
Sania Cie est née en 2008 de l’association du Groupe SIFCA (49,3 %) et NAUVU (50,5 %) coentreprise entre les Groupes Singapouriens Olam et Wilmar, leaders mondiaux dans le domaine oléagineux.  
Sania Cie est une société agro-industrielle Ivoirienne spécialisée dans la transformation d’huile de palme en huile de
table et de ses produits dérivés (stéarine, acides gras).
En 2010, Sania Cie ouvre à Abidjan la plus grande raffinerie d’huile de palme d’Afrique.
L’entreprise emploie 380 permanents et produit environ
330 000 tonnes d’huile de palme raffinée par an.
En 2014 son chiffre d’affaires atteint : 244 098 544 023 FCFA.
Sania Cie fait partie de
l’Association Interprofessionnelle de la filière Palmier à Huile

## Marques et produits
À disposition du grand public : Oléine avec les marques Dinor et Palme d’Or et de la Margarine avec St Avé (réfrigéré) et Délicia (non réfrigéré).
Pour une relation B2B, Sania Cie met aussi à disposition de la stéarine, des acides gras et de l’huile raffinée essentiellement à destination de l’industrie du savon et cosmétique.

## Marché
Sania Cie réalise 50 % du volume de ses ventes en Côte d’Ivoire.
A l’export ses principaux marchés sont le Burkina Faso, le Mali et le Sénégal (Pays dans lequel elle dispose d’une filiale : Sendiso).

## Biomasse
Dans le souci de préserver l’environnement, la chaudière à vapeur utilise en lieu et place du combustible fossile (gaz naturel, DDO ou butane), des coques de palmiste et du bois d’hévéa
usagé. Ce recyclage permet à la fois de réduire la quantité de Co2 rejetée dans l’atmosphère tout en réduisant les coûts en énergie.

## Logistique
Afin d‘assurer son approvisionnement dans les pays de la sous-région, Sania Cie dispose d’un navire de 5000 T le Cavally, pour convoyer l’huile de palme brute partout dans l’ouest de la Côte d’Ivoire et exporte de l’oléine vers les ports de la sous région.